# بريتاني هاس
بريتاني هاس (بالإنجليزية: Brittany Haas)‏ هي عازفة كمان ‏ أمريكية، ولدت في 1987.

## وصلات خارجية
- الموقع الرسمي
- بريتاني هاس على موقع ميوزك برينز (الإنجليزية)
- بريتاني هاس على موقع ديسكوغز (الإنجليزية)